# Superstrada Malpensa 2000 (SS336)
La Superstrada Malpensa 2000 è una strada extraurbana principale che collega l'autostrada Milano-Varese con l'autostrada Torino-Trieste lambendo l'aeroporto di Malpensa. Per ragioni storiche, ha una classificazione burocratica parzialmente incoerente.
È divisa in: SS336 --> Autostrada A8-Malpensa T2; SS336dir --> Malpensa T2-Autostrada A4

## Percorso
Ha origine nel territorio del comune di Busto Arsizio, collegando l'autostrada Milano-Varese all'uscita di Busto Arsizio ai due terminal dell'aeroporto intercontinentale di Milano-Malpensa con un percorso a quattro corsie complessive su due carreggiate separate. A causa della mancanza della corsia d'emergenza, la velocità massima in questa tratta è limitata a 90 km/h, tranne in prossimità del terminal 2 dell'aeroporto dove, per la pericolosità del tracciato, si scende a 50 km/h. Questa prima parte del percorso nacque in occasione dei Mondiali di Italia 90, riqualificando la vecchia strada già esistente.
Il tratto dal terminal 2 al terminal 1, costruito ex-novo in trincea e con gallerie artificiali e velocità massima di 110 km/h, venne aperto contestualmente a quest'ultimo nel 1998. L'estensione fino alla SS 527 risale invece al 2003.
La superstrada prosegue verso sud, e attraversa il territorio a est del Ticino tra le province di Varese e Milano, innestandosi infine con un peduncolo sulla strada statale 11 Padana Superiore a Magenta, circa un chilometro oltre il casello di Marcallo-Mesero dell'Autostrada A4 Torino-Milano. Tale tratto di superstrada, aperto nel 2008, si snoda per un percorso lungo circa 18 km e mezzo, ha anch'esso due corsie per ogni senso di marcia e limite di velocità di 110 km/h e attraversa il territorio dei comuni di Lonate Pozzolo, Vanzaghello, Castano Primo, Buscate, Cuggiono, Mesero, Inveruno, Boffalora, Marcallo con Casone e Magenta, attraverso 16 gallerie artificiali, 8 svincoli, 2 viadotti per scavalcare rispettivamente il tratto Torino-Milano dell'Autostrada A4, la linea ferroviaria ad alta velocità Torino-Milano e la viabilità provinciale in corrispondenza dello svincolo autostradale di Marcallo-Mesero sull'autostrada A4. I 16 sottopassi assicurano la continuità della viabilità locale e l'attraversamento del canale Villoresi.

## Tabella Percorso
| Superstrada Malpensa 2000 |                                                                          |      |           |
| Tipo                      | Indicazione                                                              | km   | Provincia |
|                           | Milano-Varese svincolo Busto Arsizio                                     | 0,0  | VA        |
|                           | Cassano Magnago - Busto Arsizio                                          | 0,4  | VA        |
|                           | del Sempione Gallarate - Varese                                          | 2,4  | VA        |
|                           | Gallaratese Gallarate - Samarate                                         | 4,6  | VA        |
|                           | Cardano al Campo - Gallarate                                             | 5,5  | VA        |
|                           | Cardano al Campo - Ferno                                                 | 7,7  | VA        |
|                           | del Ciglione Casorate Sempione                                           | 9,0  | VA        |
|                           | Terminal 2 dell'Aeroporto di Malpensa - Somma Lombardo                   | 10,8 | VA        |
|                           | della Battaglia di Tornavento Somma Lombardo                             | 12,6 | VA        |
|                           | Terminal 1 Vizzola Ticino della Battaglia di Tornavento                  | 14,6 | VA        |
|                           | Cargo City della Battaglia di Tornavento Somma Lombardo - Lonate Pozzolo | 16,4 | VA        |
|                           | Bustese Oleggio - Busto Arsizio                                          | 19,9 | VA        |
|                           | Lonate Pozzolo                                                           | 22,0 | VA        |
|                           | dell'Aeroporto di Malpensa Vanzaghello                                   | 24,1 | MI        |
|                           | Castano Primo nord                                                       | 25,8 | MI        |
|                           | Castano Primo sud - Buscate nord                                         | 28,2 | MI        |
|                           | Cuggiono nord - Buscate sud                                              | 30,5 | MI        |
|                           | Cuggiono sud - Mesero nord                                               | 33,9 | MI        |
|                           | Mesero sud Torino-Trieste svincolo Marcallo-Mesero                       | 35,8 | MI        |
|                           | dell'Esticino Padana Superiore Magenta - Abbiategrasso - Pavia           | 38,8 | MI        |